# Jesper Fårekylling
Jesper Fårekylling er en bifigur i Carlo Collodis eventyr om Pinocchio fra 1880. Her prøver han at retlede den levendegjorte trædukke, der så maser Jesper, men hans genfærd dukker op senere.
I Walt Disneys filmatisering får han en større rolle: Feen, der gør trædukken levende, sætter Jesper til at være hans samvittighed og lære ham forskellen på ret og galt. Det bliver en vanskelig sag, for Pinocchio roder sig ud i det ene efter det andet. Men det ender lykkeligt, og Jesper får en medalje. Hans stemme er i Disneys tegnefilm indtalt af den amerikanske skuespiller Cliff Edwards og i den danske udgave af skuespiller Ove Sprogøe.
Siden blev den lille figur brugt som studievært i Disneys TV-shows og fik et spin-off i form af sin egen serie. Han kan indgå som bifigur i skovuniverset.